# 黑暗語
黑暗語（Black Speech）是奇幻小說《魔戒》的一種虛構語言，盛行於魔多。黑暗語是人造語言，由索倫創造，作為索倫旗下使用的唯一語言，以取代品種繁複的半獸人語及其他語言。黑暗语的风格“和精灵语截然不同，但是很有组织且富有表达力，这应该是索伦完全堕落之前完成的作品”。

## 語法
托爾金指黑暗語有兩種形式，一種是索倫、戒靈及食人妖使用的純正版本，而第三紀元末巴拉多使用的則是低層次的黑暗語。純正版本的黑暗語只出現在至尊魔戒的咒文上:
Ash nazg durbatulûk, ash nazg gimbatul,
ash nazg thrakatulûk, agh burzum-ishi krimpatul.
將以上黑暗語中文译作:
至尊戒，馭眾戒；
至尊戒，尋眾戒，
魔戒至尊引眾戒，禁錮眾戒黑暗中。
| 黑暗語 | 中文               |
| ------ | ------------------ |
| ash    | 一                 |
| nazg   | 戒指               |
| durb-  | 统治               |
| gimb-  | 尋找               |
| thrak- | 引領               |
| agh    | 及，并且           |
| burz   | 黑暗               |
| ishi   | 在……内部，通常后置 |
| krimp- | 束縛               |

一些黑暗語的意思可從書中得知（大概是低層次的黑暗語），如路格柏茲（Lugbúrz），解作暗黑塔（巴拉多），ghâsh則解作「火焰」，一些半獸人語直接採用了這個詞。在《魔戒二部曲：雙城奇謀》裡可找到另一個例子，魔多半獸人葛力斯那克（Grishnákh）以黑暗語謾罵艾辛格的鳥骨陸（Uruk Uglúk）：
Uglúk u bagronk sha pushdug Saruman-glob búbhosh skai!
在《中土世界的人民》裡，托爾金將之譯成:「烏骨陸快去糞坑吧，那臭傢伙，薩魯曼的笨蛋！」。研究托爾金語言的《托爾金語言研究》卻發表了另一個翻譯版本:「與薩魯曼那臭傢伙一起去糞坑吧，膽小鬼！」

## 历史
黑暗語可能是依據主神語（Valarin）發展出來的，由於魔苟斯和他的部下沒有獲得秘火，他們只可以將事物轉化，以為己用。黑暗語可能也參照了昆雅語。
黑暗語是一種讓人不安的語言，托爾金不喜歡使用這種語言（據托爾金所說，他有一次收到書迷送給他的酒杯，杯上寫有以黑暗語寫成的至尊魔戒咒文，托爾金不太喜歡這酒杯，只把它當作煙灰缸使用）。因此，黑暗語在書裡非常零碎。自由子民陣營的人們不會使用黑暗語，因為這會吸引索倫之眼（Eye of Sauron）的注意。與精靈的語言不同，沒有任何詩詞以黑暗語寫成（除了至尊魔戒的咒文）。黑暗語不便於日常使用。
從魔戒咒文及其譯文裡可知，黑暗語是一種強度黏著語。在電影《魔戒》系列裡，語言學家大衛·薩洛（David Salo）搜集已知的黑暗語，還參閱了托爾金書迷自創的黑暗語，用在電影裡。有推測指托爾金可能結合了古老西臺及胡里安（Hurrians）的語言，成為黑暗語的藍本。

## 外部連結
- 半獸人語及黑暗語 - 基本語法及用法（页面存档备份，存于）
- 丹尼爾·克雷格解析黑暗語（页面存档备份，存于）
- 自創黑暗語字典